# Francisco Miguel Cárdenas Valdez (Sonora)
Francisco Miguel Cárdenas Valdez o también llamado Mascareñas, es un ejido del municipio de Nogales ubicado en el norte del estado mexicano de Sonora, cerca de la zona de la Sierra Madre Occidental. El ejido es la quinta localidad más habitada del municipio, ya que según los datos del Censo de Población y Vivienda realizado en 2010 por el Instituto Nacional de Estadística y Geografía (INEGI), Francisco Miguel Cárdenas Valdez tiene un total de 641 habitantes.

## Geografía
Francisco Miguel Cárdenas Valdez se sitúa en las coordenadas geográficas 31°16′29″ de latitud norte y 110°47′37″ de longitud oeste del meridiano de Greenwich, a una elevación de 1185 metros sobre el nivel del mar.